# Jandamarra
Jandamarra o Tjandamurra (c. 1873—1 de abril de 1897), también llamado "Pigeon" (en español: "paloma"), fue un indígena australiano del pueblo Bunuba que lideró una de las pocas insurrecciones armadas organizadas documentadas contra los colonos europeos en Australia.

## Antecedentes
La tierra de los Bunuba se encuentra en la zona sur de la región de Kimberley en el extremo norte de Western Australia, y abarca desde el pueblo de Fitzroy Crossing hasta los King Leopold Ranges. El territorio Bunuba incluye las montañas Napier y Oscar.

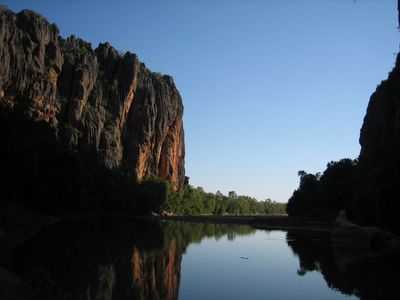
Windjana Gorge en el territorio del pueblo Bunuba.

Cuando el inglés Richardson, el mejor amigo de Jandamarra, se enlista en la fuerza de policía en la década de Jandamarra, Jandamarra que era un hábil jinete y rastreador es contratado como rastreador nativo. En lo que era una práctica inusual para la época, Jandamarra fue tratado como un igual y la pareja se gana la reputación de ser el "mejor equipo" de la fuerza de policía. En una oportunidad la pareja captura un grupo de aborígenes, entre los que se encontraba Ellemarra un tío de Jandamarra, por apropiarse de una oveja. Ellemarra escapa y Richardson juró que Ellemarra había hecho uso de una fuerza sobre-humana y roto las cadenas, sin embargo se sospechó que Jandamarra lo había liberado. Durante un patrullaje posterior por las montañas Napier en la zona Oeste de Kimberley, Jandamarra ayuda a capturar a un gran grupo de gente de su pueblo, tanto hombres como mujeres y que nuevamente incluye a su tío. Se los encierra en el puesto de policía de Lillimilura. Finalmente, las lealtades tribales de Jandamarra se imponen. Le dispara a su amigo Richardson, roba varias armas de fuego y deja a los prisioneros en libertad.

## Guerra de guerrilla
El 10 de noviembre de 1894, Jandamarra y algunos de sus seguidores atacaron a cinco hombres blancos que conducían ganado para establecer una gran estación ganadera en el medio del territorio de los Bunuba. Dos de estos hombres, Burke y Gibbs, murieron. Esta fue la primera vez que se utilizaron armas de fuego contra colonos europeos de una manera organizada y marcó el comienzo de lo que se denominó "La guerra Bunuba ". Los poblados de Derby y Broome se alteraron al conocerse la acción de Jandamarra. A fines de 1894 un grupo de unos 30 jinetes de la policía fuertemente armados atacaron a Jandamarra y sus seguidores en el cañón de Windjana. Jandamarra fue herido pero logra escapar. La policía atacó los campos aborígenes en la zona de Fitzroy Crossing. Muchos aborígenes fueron asesinados, algunos solo por la sospecha de que tuvieran relaciones con la banda de Jandamarra. En esa época esto era considerado una acción normal por parte de la policía.
Por tres años, Jandamarra llevó adelante una guerra de guerrillas contra la policía y los colonos europeos. Sus tácticas de atacar y huir y sus habilidades para desaparecer pronto alcanzaron gran fama. En un famoso incidente una patrulla de policía lo siguió hasta su escondite en la entrada de Tunnel Creek en las montañas Napier, pero Jandamarra desaparece misteriosamente. No fue hasta muchos años después que se descubrió que Tunnel Creek tiene una sección en la que el techo se ha desplomado que permite la entrada y salida por la parte superior de las montañas.
El pueblo aborigen tenía una alta estima por Jandamarra, ellos creían que era inmortal, y su cuerpo solo era una manifestación física de un espíritu que moraba en un espejo de agua cerca de Tunnel Creek. Se creía que solo un aborigen con poderes místicos similares podía matarlo. La policía que perseguía a Jandamarra también estaban admirados de su habilidad para atravesar los terrenos accidentados con sus pies desnudos, especialmente considerando que las botas que ellos utilizaban se despedazaban con las rocas afiladas.
La guerra de Jandamarra fue relativamente breve y terminó cuando la policía "reclutó" a un aborigen llamado Micki luego de capturar a sus hijos como rehenes. Micki, que era un hábil rastreador también se decía tenía poderes mágicos, no era del pueblo Bunuba, y no le tenía miedo a Jandamarra. Micki rastreó a Jandamarra y lo mató de un tiro en Tunnel Creek el 1 de abril de 1897. los miembros blancos de la policía le cortaron la cabeza a Jandamarra como prueba de que estaba muerto, la preservaron y la enviaron al fabricante de las armas de fuego en Inglaterra donde se la utilizó como ejemplo de la efectividad de las armas que fabricaba la compañía. La cabeza de otro aborigen Bunuba fue exhibida en Perth alegando que era la cabeza de Jandamarra. Su cuerpo fue sepultado por su familia en las montañas Napier donde se lo colocó dentro de un árbol boab.